# Дороничев, Андрей
Андрей Дороничев (родился 8 июля 1982 года) — предприниматель в IT-сфере, в прошлом сотрудник корпорации Google, в которой был ответственным за разработку и развитие мобильного приложения для сервиса YouTube. Соучредитель стартапа Optic, одним из направлений работы которого стала борьба с поддельными невзаимозаменяемыми токенами (NFT), но позднее стартап сменил направление поисков на использование технологии искусственного интеллекта в биотехнологиях.

## Биография
Андрей Дороничев родился 8 июля 1982 года в Москве. В 2005 году окончил Московский государственный институт электроники и математики имени А. Н. Тихонова. В 2011—2012 годах учился в Школе бизнеса имени Уолтера Хааса университета Беркли в Калифорнии. Начал свою карьеру в IT-сфере с компании «Коминком-Комбеллга», одного из первых интернет-провайдеров в России. Стал сооснователем контент-провайдера Tapok.ru, который специализировался на продаже мобильных игр и рингтонов. В 2006 году переехал в Прагу, чтобы развивать глобальный бизнес. В 2007 году смог заинтересовать менеджеров европейского подразделения Google, устроился на работу в компанию, где проработал 14 лет. Дороничев возглавил разработку мобильного приложения YouTube, которое значительно увеличило количество просмотров видео на мобильных устройствах. Впоследствии он стал директором по продуктам Google.
В начале 2023 года Андрей стал соучредителем стартапа Optic, который занимался борьбой с поддельными NFT с помощью искусственного интеллекта. Стартап привлек $11 млн инвестиций, но столкнулся с проблемами из-за банкротства Silicon Valley Bank, что привело к временной блокировке $10 млн на счетах компании. В настоящее время стартап Андрея связан с поиском новых технологий использования алгоритмов AI (Artificial Intelligence) в биотехнологиях (поиске молекул-кандидатов для фарминдустрии).
По словам Андрея, он был в приятельских отношениях с Алексеем Навальным, смерть Навального стала для него большим потрясением. Вместе с супругой Татьяной Андрей Дороничев воспитывает двух детей: дочь Марию и сына Дмитрия. Семья проживает в Маунтин-Вью, штат Калифорния.
Андрей Дороничев был одним из героев выпуска программы Юрия Дудя о Кремниевой Долине в США и программы «Русские Норм!» Елизаветы Осетинской. В 2025 году стал героем отдельного выпуска на YouTube-канале Юрия Дудя.